# Крути (Мядельський район)
Крути (біл. вёска Круці) — село в складі Мядельського району Мінської області, Білорусь. Село підпорядковане Мядзельській сільській раді, розташоване в північній частині області.